# Rhesala nigriceps
Rhesala nigriceps là một loài bướm đêm trong họ Noctuidae.